# Бомон сир Сарт
Бомон сир Сарт (фр. Beaumont-sur-Sarthe) је насељено место у Француској у региону Лоара, у департману Сарт.
По подацима из 2011. године у општини је живело 2127 становника, а густина насељености је износила 320,33 становника/km².

## Демографија
| 1962. | 1968. | 1975. | 1982. | 1990. | 2011. |
| ----- | ----- | ----- | ----- | ----- | ----- |
| 1.870 | 1.902 | 2.134 | 1.938 | 1.874 | 2.127 |